# Lista dos dez principais procurados pelo FBI dos anos 2000
Na década de 2000, o FBI continuou na sexta década de manutenção de uma lista pública das pessoas que considerava como os dez fugitivos principais. Após uma breve revisão de pessoas e eventos que aconteceram na década dos anos 2000, no contexto, foi criada em seguida uma lista de fugitivos históricos individuais cujos nomes apareceram pela primeira vez na lista dos dez mais procurados durante a década de 2000.

## Manchetes do FBI na década de 2000

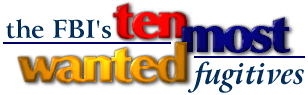
Logo texto usado pelo FBI como o título principal da página do site do grupo dos top dez fugitivos. Esta versão do logotipo é uma reformulação da imagem do logotipo anterior, e esta versão entrou em uso no início do FBI desde algum momento entre 1999 e 2005. Este logotipo aparece atualmente no topo da Página do FBI, por cima da caixa contendo os nomes e fotos dos fugitivos dez.

A partir de 2000, começou mal para as tentativas muito necessárias do FBI para atualizar a tecnologia. Primeiro, o Projeto Trilogia ia muito além dos 380 milhões de orçamento em US $, e por trás de seu esquema de três anos. Em seguida, Virtual Case File, ou FCR, previsto para conclusão em 2003, foi abandonado oficialmente em 2005, depois de mais de US $ 100 milhões gastos. Um novo e mais ambicioso projecto de investigação por software de código, chamado Sentinel, agora está previsto para ser concluído até 2009. 
Em 2001, Robert Hanssen, elevado no seio da Mesa, foi capturado vendendo informações aos russos; e práticas de segurança da Mesa entraram em questão. 
Em 2002, o alto funcionário do FBI tornou-se prioridade à luta contra o terrorismo, seguido pelo segundo contra-espionagem. A Lei Patriótica dos EUA concedeu ao FBI o aumento dos poderes de vigilância. 
A Comissão do 11 de Setembro, em 2004, foi culpada pelo FBI por não realizar relatórios de inteligência que poderiam ter evitado os ataques de 11 de setembro de 2001. Em consequência, a Mesa ficou sob a supervisão do novo Diretor Nacional de Inteligência. 

## Maioria dos fugitivos do FBI na década de 2000
No FBI, no passado, os indivíduos eram identificados pelo número de sequência, na qual cada um deles tem aparecido na lista. Algumas pessoas até apareceram duas vezes; e muitas vezes um número de sequência foi permanentemente atribuído a um fugitivo que foi logo apanhado, capturado ou simplesmente retirado, antes da sua aparência ser publicada na lista divulgada publicamente. Nesses casos, o público veria apenas as lacunas na sequência do número divulgado pelo FBI. Para referência conveniente, o número de sequência dos fugitivos e a data de entrada na lista do FBI aparecem abaixo, sempre que possível. 
No início da década, foram ainda em grande escala como a maioria dos dez fugitivos, desde as duas décadas anteriores:
Os fugitivos mais procurados que foram adicionados à lista pelo FBI na década de 2000 incluem (em ordem de sequência da lista do FBI): 

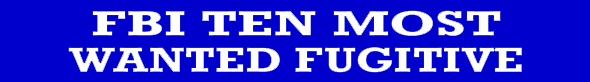
O cabeçalho moderno, com borda azul usado pelo FBI nos dez fugitivos mais procurados pelo menos desde 2002, tanto no site do FBI, e em apresentações públicas dos cartazes.

## 2000

### Jesse James Caston
Jesse James Caston - americano prisioneiro em Nova Orleans, o  FBI anunciou que relativamente menores cargos federais eram para ser removido, em vez das acusações de homicídio de Estado; rendeu-se após um empate em Lake Providence, Louisiana, 20 de dezembro de 2000, foi destaque na America's Most Wanted programa de televisão em 19 de agosto de 2000, foi flagrada em um posto de gasolina na esquina da Brookhurst e Perigo em Westminster, Califórnia, dirigindo uma caminhonete modelo 1980 que estava puxando um pumper cimento em julho de 2000; procurado por assassinato dos dois parentes distantes, pai e filho, em um rio no Mississippi; fugitivo em um mandato de detenção federal emitidos pelos Estados Unidos da América para o distrito ocidental de Louisiana , em 14 de abril de 2000, acusado de voo para evitar a perseguição ilegal; foi visto pela última vez em uma parada de caminhões em Longview, Texas , em 13 de abril de 2000; procurado por seqüestro e forçando um homem para levá-los tanto para Marshall, Texas , onde o veículo quebrou 13 abril de 2000; queria em um estado mandado em 12 de abril de 2000, na Paróquia de East Carroll, Louisiana, acusado de dois crimes de homicídio em primeiro grau e duas acusações de tentativa de homicídio em primeiro grau; tentativa de homicídio e emboscadas de dois policiais em Lake Providence, Louisiana, ferindo um por três tiros de espingarda, era procurado por assassinato de sua esposa e sua amiga Sharon em suas casas no dia 10 de abril de 2000. 
1. Jesse James Caston
2. Eric Franklin Rosser

## 2001
1. Aurlieas Dame McClarty
2. Hopeton Eric Brown
3. Maghfoor Mansoor
4. Francis William Murphy
5. Dwight Bowen
6. Nikolay Soltys
7. Clayton Lee Waagner
8. Felix Summers

## 2002
1. Christian Michael Longo
2. Michael Scott Bliss
3. James Spencer Springette
4. Ruben Hernandez Martinez
5. João Gatilho
6. Richard Steve Goldberg
7. Robert William Fisher

## 2003
1. Michael Alfonso
2. Genero Espinosa Dorantes

## 2004
1. Diego Leon Montoya Sanchez
2. Desconhecido

## 2005
Especial 50 anos:
1. Jorge Alberto Lopez-Orozco

## 2006
1. Michael Paul Astorga
2. Warren Steed Jeffs
3. Ralph "Bucky" Phillips
4. John W. Parsons

## 2007
1. Emigdio Preciado Jr.
2. Robert William Fisher
3. Alexis Flores
4. Jon Savarino Schillaci
5. Jason Derek Brown

## 2008
Ainda não divulgadas.

## 2014
Yaser abdel said

## 2015
1. Bhadreshkumar Chetanbhai Patel [1]

## 2021[2]
1. Arnoldo Jimenez
2. Jason Derek Brown
3. Alexis Flores
4. Jose Rodolfo Villarreal-Hernandez
5. Eugene Palmer
6. Rafael Caro-Quintero
7. Bhadreshkumar Chetanbhai Patel
8. Robert William Fisher
9. Alejandro Rosales Castillo
10. Yaser Abdel Said